# 김선웅 (e스포츠인)
김선웅(1996년 10월 6일 ~ )은 대한민국의 프로게임단 지도자이다. 현재 DWG KIA 아카데미팀의 코치를 맡고 있다.

## 지도자 생활
2018년 12월, ES 샤크스의 코치로 부임했다. 팀의 2019 스프링 시즌 챌린저스 우승에 기여했다.
2019년 6월, 스피어 게이밍의 코치로 부임했다.
2020년 5월, 러너웨이의 코치로 부임했다.
2020년 12월, 담원 게이밍의 아카데미팀 코치로 정식 부임했다.

## 수상 내역

### 지도자
- 리그 오브 레전드 챌린저스 코리아 스프링 2019 우승